# The Great Ruby
The Great Ruby er en amerikansk stumfilm fra 1915 af Barry O'Neil.

## Medvirkende
- Beatrice Morgan som Lady Garnett
- Octavia Handworth som Mirtza Charkoff
- Eleanor Barry som Mrs. Elsmere
- Frankie Mann som Brenda Elsmere
- Jeanette Hackett som Louise Jupp